# Krahter
Krahter ist eine gemeinsame EP des deutschen Rappers Degenhardt sowie des Hip-Hop-Duos Kamikazes. Es erschien am 12. August 2016 über das Label Vinyl Digital.

## Hintergrund
2014 nahmen die beiden Kamikazes-Brüder für Degenhardts Album Harmonie Hurensohn 3 das Stück Letzte Lover auf. Im Rahmen der Videoumsetzung trafen die Hip-Hop-Musiker erstmals aufeinander. Bei einem späteren Treffen entschieden sie sich, eine gemeinsame EP zu veröffentlichen. Dazu wählten sie direkt eine Reihe von Produktionen aus und legten Songkonzepte fest. Die EP solle laut Antagonist „nach Sollbruchstellen in einer prototypischen Biografie“ aufgebaut sein. Zwei „Instrumental-Tracks, die Geburt und Tod widerspiegeln“, Rahmen Krahter ein. Dazwischen gebe es Lieder über ihre Geburt, die „Identitätsfindung“ in Namen und mit Berge einen Beitrag, „auf dem mit dem Leben […] abgeschlossen“ werde. Aufgrund der räumlichen Distanz zwischen Degenhardt und Kamikazes sowie anderweitiger Projekte, die die drei Künstler in der Zwischenzeit beanspruchten, dauerten die eigentlichen Aufnahmen für Krahter etwa zwei Jahre. Am 12. August 2016 erfolgte schließlich die Veröffentlichung der EP. Neben der Möglichkeit zum kostenpflichtigen Download erschien es auch in einer auf 500 Stück limitierten Auflage als Vinyl.

## Titelliste
1. Tag 0 – 2:25
2. Muttis Jesus – 3:59
3. Namen – 4:57
4. Oben herab – 5:18
5. Jabberwocky – 3:44
6. Unentschieden – 3:42
7. Letzte Lover (Remix) – 4:08
8. Berge – 4:11
9. Tag X – 3:19

## Produktion
Die Produktion von Krahter wurde vollständig von den beiden Kamikazes übernommen. Antagonist und Mythos verwendeten dafür eine Reihe von Samples, darunter aus Stücken von Rakim, Roc Marciano und KRS-One. Auch für die auf die Aufnahmen folgende Abmischung waren die Brüder verantwortlich. Der abschließende Produktionsprozess des Masterings erfolgte durch Jay Baez.

## Vermarktung
Für Krahter wurden vier Lieder als Musikvideos umgesetzt. Die ersten drei wurden direkt nacheinander gedreht. Mit der Veröffentlichung des Videos zu Namen am 13. Juni 2016 über 16bars.de erfolgte die Ankündigung der EP. Das Musikvideo war unter der Regie von Victor Regardin entstanden. Dieser war auch für das zweite Video zu Oben herab verantwortlich, das Mitte Juli erschien. Als dritte visuelle Umsetzung wurde am 31. Juli Muttis Jesus veröffentlicht. Zeitgleich mit der Veröffentlichung der EP folgte das Video zu Unentschieden über den YouTube-Kanal der Juice. Für die Juice-CD Nr. 135 stellten Degenhardt und Kamikazes das Stück Oben herab bereit.

## Kritik

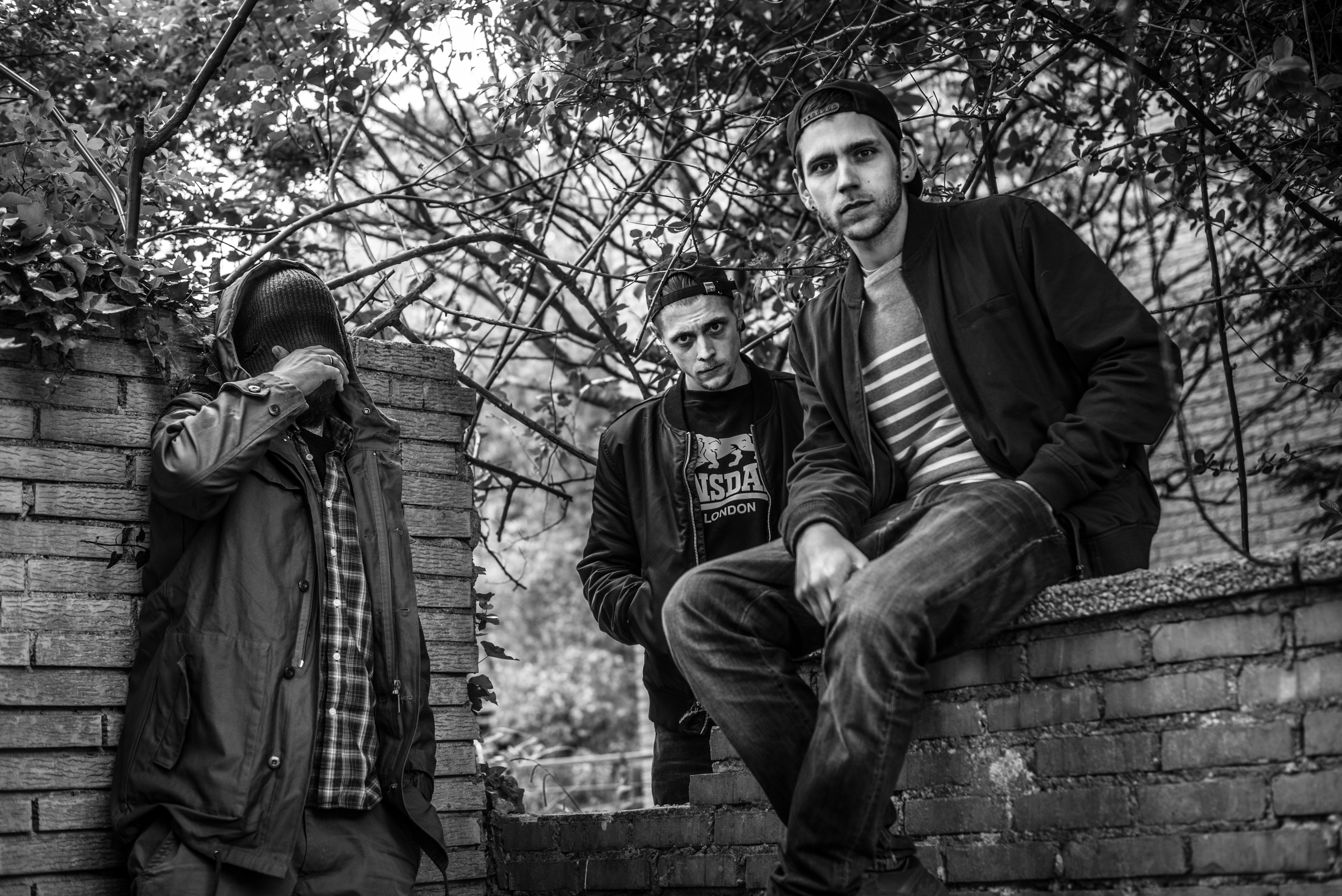
Degenhardt und Kamikazes (2016)

Die E-Zine Laut.de bewertete Krahter mit vier von fünf möglichen Punkten. Aus Sicht der Redakteurin Dani Fromm fliegen Degenhardt und die Kamikazes „immer noch viel weiter unterhalb des Radars, als sie es verdient haben.“ Zwar mögen Antagonist und Mythos „im direkten Vergleich raptechnisch überlegen erscheinen“, dennoch bleibe es „gleichgültig, wer welchen Teil zu einem durch und durch stimmigen Ganzen beigesteuert“ habe. Besonderes Lob erfahren die Produktionen der Kamikazes. So entwickeln „Samples und verwehte Klänge […] dem durchgängig gedrosselten Tempo zum Trotz [eine] berückende, beklemmende Dynamik.“ Spätestens beim Song Jabberwocky haben „die gespenstisch wabernden, schwer greifbaren Sounds [den Hörer] auf einen akustischen Pilztrip geschickt.“ Unentschieden wird von Fromm als „Übertrack“ hervorgehoben, der neben „Frauen und Emos auch alle anderen abgreifen [sollte], die in den Armen der letzten Lover nach Trost und Linderung suchen.“
Im Hip-Hop-Magazin Juice erhielt Krahter eine Wertung von vier von sechs möglichen „Kronen“. Laut Redakteur Dominik Lippe sei es Degenhardt und den Kamikazes zu wünschen, „als poetisch verschachtelte Alternative Gehör“ zu finden. In ihren „melancholisch bis tieftraurigen Produktionen“ ähneln die Rapper den „Soloausflügen von Grim104, ohne sich dessen textlichen Anspruch gesellschaftspolitischer Analyse zu Eigen zu machen.“ Krahter behandele vielmehr die „Themenkomplexe Emotion und Poesie, Vergänglichkeit und Glauben.“ Die Texte von Degenhardt und Kamikazes bieten einen „breiten Deutungsspielraum, womit […] die Uneindeutigkeit von Sprache im Allgemeinen sowie der Lyrik im Speziellen“ verdeutlicht werde. Des Weiteren „tauchen immer wieder religiöse Metaphern auf.“ So inszeniere das Trio in Muttis Jesus „seine eigene Geburt als göttliches Ereignis, nur, um unmittelbar an diese Selbstüberhöhung die pessimistische Ahnung folgen zu lassen, dass ihr Werdegang kein schönes Ende“ nehme. Die „atmosphärisch musikalischer Untermalung“ der Kamikazes harmoniere dabei laut Lippe „erstaunlich gut mit den religiösen Symbolen.“
In einer Abstimmung des Backspin Hip Hop Magazins wurde Krahter mit 7,6 von 10 Punkten bewertet. Die EP könne zwar mit seiner „düsteren Atmosphäre und den starken Produktionen“ überzeugen, eigne sich jedoch „aufgrund der im Mittelpunkt stehenden Stimmung und den schwer zugänglichen Texten nicht für jede Situation.“ Aus Sicht des Redakteurs Yannick H. sei das Gesamtwerk trotz des „sehr hohen Level[s]“ der Texte „etwas zu verkopft ausgefallen.“ Auf die Redakteurin Diana wirken die Texte „oft wie alltägliche Bewusstseins-Ströme zu unterschiedlichsten Themen wie ‚Gewissen‘, ‚Angst‘, ‚Gästeklo‘ und ‚Ernst in der Mimik‘ und das auch gerne wirr durcheinander.“ Yannick W. lobt vor allem die Produktionen der Kamikazes. So saugen „die klappernden und düsteren Instrumentals“ den Hörer regelrecht auf.